# Declaración de Libertad en Internet
La Declaración de Libertad en Internet es una declaración en línea del año 2012 en defensa de las libertades en línea firmada por un número de individuos y organizaciones prominentes. Entre los firmantes se encuentran Amnistía Internacional, Electronic Frontier Foundation, Reporteros Sin Fronteras, y la Fundación Mozilla, entre otros.
La declaración apoya el establecimiento de cinco principios básicos para política de Internet:
- Sin censura en Internet
- Acceso universal a redes rápidas y asequibles
- Libertad para conectarse, comunicarse, crear e innovar en Internet.
- Protección para nuevas tecnologías nuevas e innovadores cuyas innovaciones son abusadas por los usuarios.
- Derechos de privacidad y la capacidad para el usuario de Internet de controlar que información suya está siendo utilizada.

La declaración empezó a ser traducida a través de un esfuerzo colaborativo iniciado por Global Voices en agosto de 2012 y para el término de la primera semana de agosto, se encontraba disponible ya en 70 idiomas, de los cuales casi la mitad fueron proporcionados por traductores voluntarios del Proyecto Lingua.